# فانا موستاما
فانا موستاما (بالإنجليزية: Vana-Mustamäe)‏ هي منطقة سكنية تقع في إستونيا في تالين. يقدر عدد سكانها بـ 2,085 نسمة ومساحتها 1.75 كم2 .